# 穆舍恩

穆舍恩（挪威語：Mosjøen，挪威語：[ˈmùːʃøn] ⓘ）是挪威諾爾蘭郡的城鎮，位於該國中部，距離北極圈約100公里，面積6.40平方公里，每年平均降雨量1,745毫米，2011年人口9,631，人口密度每平方公里1,504人。

## 外部連結
- Municipality of Vefsn
- Mosjøen.com （页面存档备份，存于）
- Vefsn Slektshistorielag (Genealogy)

65°50′N 13°12′E / 65.833°N 13.200°E